# Naturschutzgebiet Oberes Gebketal
Das Naturschutzgebiet Oberes Gebketal mit einer Größe von 7,5 ha lag im Arnsberger Wald nördlich von Enste im Stadtgebiet Meschede. Das Gebiet wurde 1994 mit dem Landschaftsplan Meschede durch den Hochsauerlandkreis als Naturschutzgebiet (NSG) ausgewiesen. Bei der Neuaufstellung des Landschaftsplanes Meschede wurde das NSG dann Teil vom neuen Naturschutzgebiet Arnsberger Wald (Meschede).

## Gebietsbeschreibung
Beim NSG handelt es sich um den naturnahen Bachverlauf mit den bachbegleitenden Erlenbeständen der Gebke mit Waldbereichen. Vereinzelt treten
Torfmoospolstern und Sickerquellen auf. Im Wald gibt es Bereiche mit Rotbuchen und Roterlen sowie der stellenweise hohen Fichtenbeimischung. Im NSG kamen gefährdete Pflanzenarten vor. Dem Bachtal kommt für den Biotop- und Artenschutz lokale Bedeutung zu.

## Schutzzweck
Wie alle Naturschutzgebieten im Landschaftsplangebiet wurde das NSG „zur Erhaltung von Lebensgemeinschaften oder Lebensstätten bestimmter wildlebender Pflanzen und wildlebender Tierarten, aus wissenschaftlichen, naturgeschichtlichen, landeskundlichen oder erdgeschichtlichen Gründen oder wegen der Seltenheit, besonderen Eigenart oder hervorragenden Schönheit einer Fläche oder eines Landschaftsbestandteils“ als NSG ausgewiesen.
Zum Schutzzweck speziell des NSG führte der Landschaftsplan 1994, neben den normalen Schutzzwecken für alle NSG im Landschaftsplangebiet, auf: „Erhaltung und Optimierung eines naturnahen Mittelgebirgsbaches mit bachbegleitenden, torfmoosreichem Feuchtwald als wertvoller Lebensraum für Pflanzen und Tiere; hohe strukturelle Vielfalt; hohe Artenvielfalt; wertvoll für Amphibien; Rote-Liste-Pflanzenarten; Gebiet fällt unter § 20 c BNatSchG; Optimierung durch Umbestockung der Fichtenbestände.“